# Gabriel Guevara Mourreau
Gabriel Guevara Mourreau   (Madrid, 6 de febrer de 2001) és un actor i model espanyol.

## Carrera
Fill de la vedet francesa Marlène Mourreau i el ballarí cubà Michel Guevara, va donar-se a conèixer en l'esfera pública per mitjà del modelatge. Des de petit, entre bambalines i fent de figurant al Teatre Real de Madrid, li va néixer l'anhel de dedicar-se al món de les arts escèniques.
El 2018, va estrenar-se com a intèrpret amb el paper de Cristian a Skam España. Després va aparèixer a les sèries Señoras del (h)AMPA i HIT. Havia estudiat el batxillerat escènic a l'Institut Lope de Vega i va continuar la formació a través de cursos d'interpretació de l'escola Primera Toma. El 2020, per primera vegada va formar part del repartiment d'una pel·lícula, en aquest cas titulada Charter. En la sèrie Bosé, va fer del ballarí i coreògraf Nacho Duato. Més tard, també va actuar a Cómo mandarlo todo a la mierda i Tú no eres especial, entre d'altres. Destaca la seva participació protagònica en el film del 2023 Culpa meva.
Fora de la pantalla gran, ha treballat amb son pare a Itàlia en l'òpera Elixir de amor.

## Vida personal
Va ser criat exclusivament per la mare, que en tenia la custòdia completa. A banda, té un germà per part de pare.
Manté una amistat amb la cantant Aitana i amb Claudia Caparrós, filla del presentador Alonso Caparrós. En el passat, va ser la parella sentimental de l'actriu Agostina Goñi.

## Controvèrsia
El setembre del 2023, mentre s'estava a Venècia per a assistir al Festival Internacional de Cinema de Venècia, va ser detingut per una ordre internacional d'arrest. Segons les autoritats, hauria comès una agressió sexual abans a França. Poc després, el seu advocat, Pedro Fernández González, va declarar que els fets havien tingut lloc quan ell tenia 13 anys, durant la minoria d'edat, quan la seva cosina l'havia denunciat. Per les circumstàncies de l'acusat, segons ell, havia estat jutjat a Espanya i absolt del crim. El 4 de setembre, estava programada una vista del cas i va ser posat en llibertat amb la condició de romandre a Venècia fins a la resolució judicial. El 15 de setembre, el Tribunal d'Apel·lació de Venècia va declarar nul·les l'ordre de detenció i la sol·licitud d'extradició contra Guevara, així que va ser absolt oficialment de tots els càrrecs i va ser autoritzat a moure's fora d'Itàlia.

## Filmografia
| Any  | Títol                          | Personatge        |
| ---- | ------------------------------ | ----------------- |
| 2018 | Skam España                    | Cristian Miralles |
| 2019 | Señoras del (h)AMPA            |                   |
| 2020 | HIT                            | Darío             |
| 2021 | Riders                         |                   |
| 2022 | Cómo mandarlo todo a la mierda | Fran              |
| 2022 | Ni una más                     |                   |
| 2022 | Tú no eres especial            | Asier             |
| 2023 | Red Flags                      |                   |
| 2023 | Bosé                           | Nacho Duato       |

| Any  | Títol         | Personatge |
| ---- | ------------- | ---------- |
| 2020 | Charter       |            |
| 2022 | Mañana es hoy |            |
| 2023 | Culpa meva    | Nick       |